# De Greiden
De Greiden is een woonwijk (postcode 8446) in Heerenveen, in de Nederlandse provincie Friesland, en telt ruim 7.260 inwoners.

## Geschiedenis

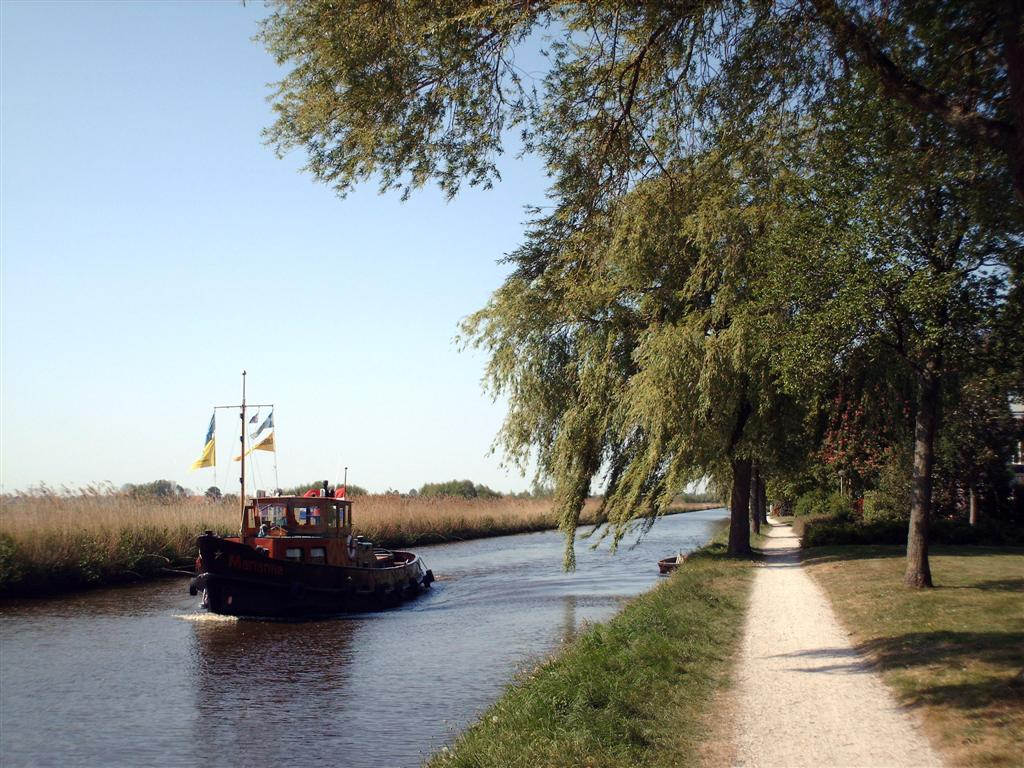
Engelenvaart

De Greiden is in de jaren zeventig ontstaan. Het is de eerste woonwijk die ten westen van de spoorlijn Leeuwarden - Zwolle werd gebouwd. Verder wordt de wijk begrensd door de Engelenvaart en de Rottumerweg.
Ten zuiden van de wijk De Greiden ligt het recreatiegebied De Heide en ten noorden de woonwijk Nijehaske.

## Buurten en straten
De Greiden is in vier buurten opgedeeld door twee straten: Oude Veenscheiding en Kattebos.
| Vogelbuurt        | Waterbuurt | Botenbuurt | Kruidenbuurt |
| ----------------- | ---------- | ---------- | ------------ |
| Meerkoetweg       | Rak        | Jol        | Ereprijs     |
| De Kluut          | Koevorde   | Aak        | Munt         |
| De Snip           | Deel       | Lark       | Els          |
| Roerdomplaan      | Zwette     | Regenboog  | Wilg         |
| Scholeksterstraat | Poelen     | Tjalk      | Hondsdraf    |
| Lepelaarstraat    | Zijlroede  | Boeier     | Ratelaar     |
| Eendenkooi        | Fluessen   | Ketting    | Populier     |
| Uilevlucht        | Vliet      | Tjotter    | Dovenetel    |
| Gruttostraat      | Wielen     | Schouw     | Jister       |
| Kwartelstraat     | De Potten  |            | Weegbree     |
| Reigerstraat      | Leijen     |            | Blauwgras    |
| Tureluurstraat    | Brekken    |            | Egelskop     |
| Wulpstraat        | Morra      |            | Rolklaver    |
| Kievitstraat      |            |            | Ratelaar     |
| Kemphaanstraat    |            |            | Valeriaan    |
| Valk              |            |            | Dotterhof    |
| Sperwer           |            |            | Scheerling   |
| Buizerd           |            |            | Kalmoeshof   |
| Vogelwijk         |            |            | Sterrekroos  |
| Uilevlucht        |            |            | Pijlkruidhof |
| Wiekslag          |            |            | Speenkruid   |
| Havikshorst       |            |            | Wederik      |
| Smelleken         |            |            | Zegge        |
| Zwanedrift        |            |            |              |
| Ganzenweide       |            |            |              |

Een deel van de waterbuurt en een deel van de vogelbuurt hebben een renovatie ondergaan.

## Onderwijs

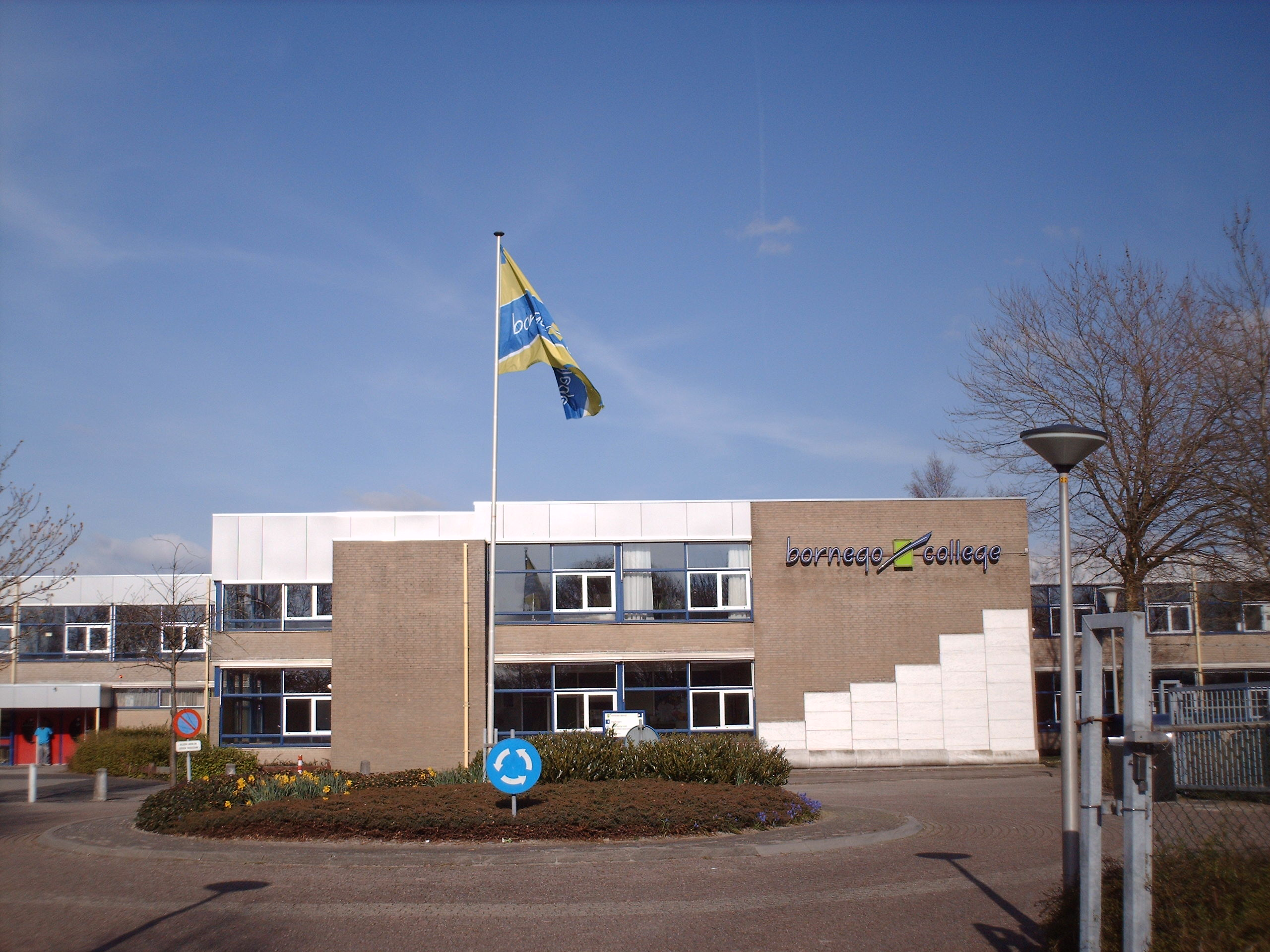
Bornego College

- Bornego College, bovenbouw havo/vwo (Ds. Kingweg)
- Basisonderwijs
  - Openbaar: Ekke de Haan (Zegge), De Ljepper (Tureluurstraat)
  - Vernieuwend onderwijs: De Buitenkans (Fluessen) Reggio Emilia
  - Christelijk: Het Kompas (Jol 38), De Roerganger (Vogelwijk)

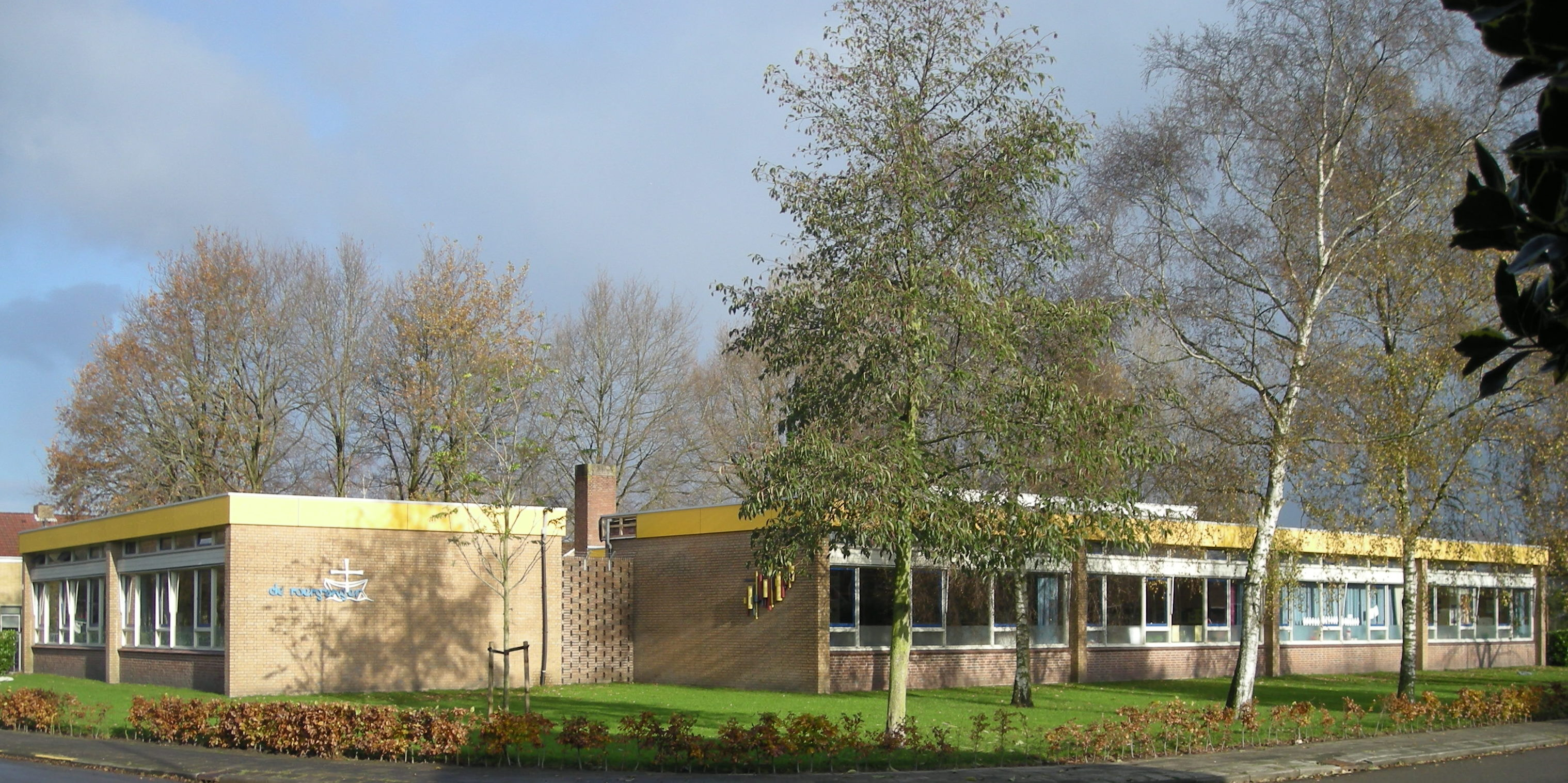
De Roerganger
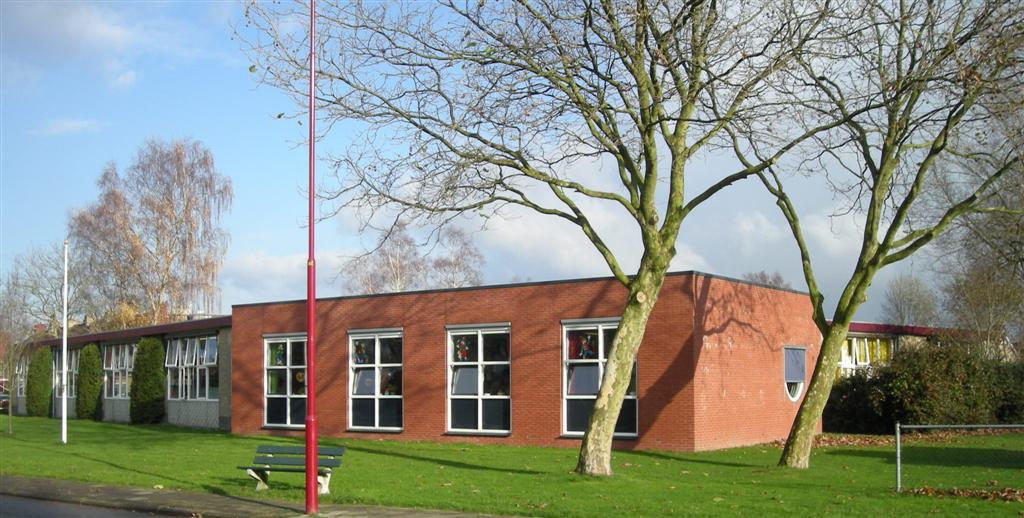
De Ljepper

## Muziekcentrum
- De Rinkelbom, onderdeel van het Centrum voor de Kunsten a7 (Zwanedrift 2)

## Winkelcentrum
- Poiesz (voor 1981 Centra, vanaf 1981 C1000)
- Jumbo (vanaf 1998 Super De Boer, vanaf 1991 VEZO)
- DA (drogisterij)
- Apotheek

## Hoogbouw

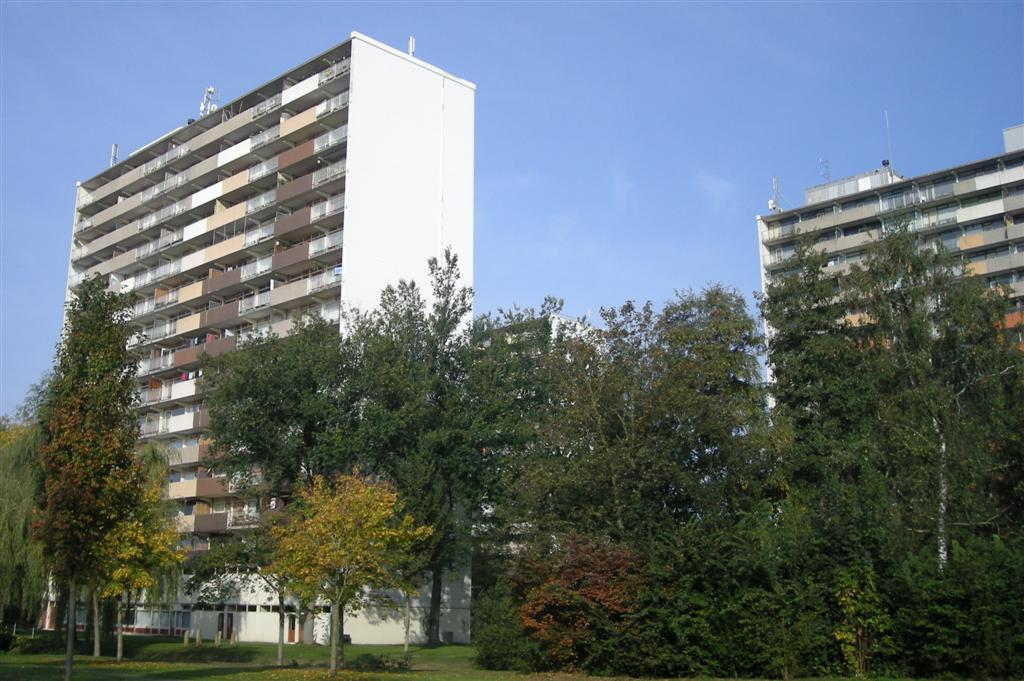
Muntflats in woonwijk De Greiden

- De hoogste gebouwen (15 verdiepingen) in de wijk zijn de drie Muntflats: Lânsicht, Romsicht en Heechsicht.
- Iets lagere flats (7 verdiepingen) in de vogelbuurt zijn de Sperwer, Valk en Buizerd.
- Heerenhage, serviceflat
- Coornhert-State, zorgcentrum (Vogelwijk 20)

## Sportcomplex
Op Sportcomplex De Greiden bevinden zich de volgende sportaccommodaties en verenigingen:
- Voetbalvelden, VV Nieuweschoot
- Atletiekbaan, AV Heerenveen
- Cruyff Court It Feanfjild
- Sporthal De Kamp werd na de ingebruikname van Sportstad Heerenveen in 2006 gesloopt.

## Openbaar vervoer
- Lijn 15 (Qbuzz): Station Heerenveen - De Greiden (Gruttostraat en Dominee Kingweg) - Oudeschoot - Mildam - Katlijk - Nieuwehorne - Oudehorne - Jubbega - Hoornsterzwaag - Donkerbroek - Oosterwolde
- Lijn 17 (Qbuzz): Station Heerenveen - De Greiden (Gruttostraat en Dominee Kingweg) - Oudeschoot - Wolvega - De Blesse - Steggerda - Vinkega - Noordwolde
- Lijn 48 (Qbuzz): Station Heerenveen - De Greiden (De Munt, De Valk, Coornhertstate en Roerdomplaan) - Rottum - Sintjohannesga - Rotsterhaule - Rohel - Vierhuis - Delfstrahuizen - Echtenerbrug - Echten - Oosterzee - Lemmer

## Wijkvoorzieningen

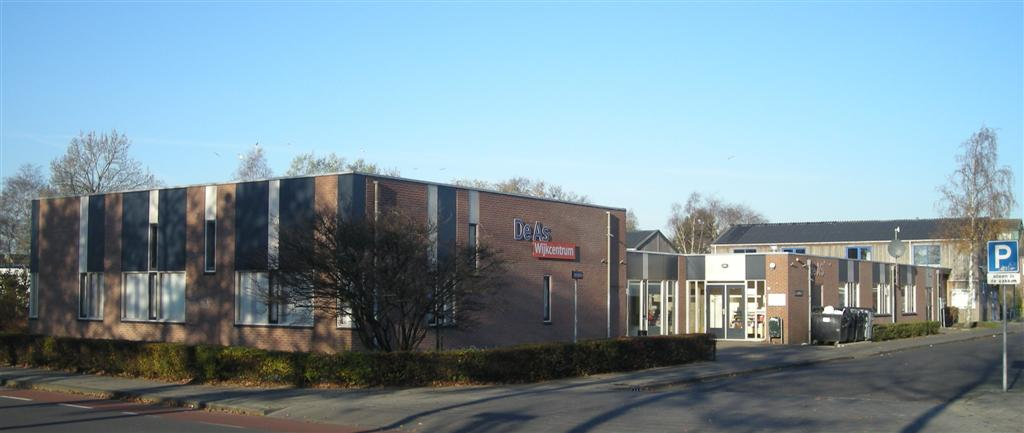
De As, wijkcentrum

- Wijkcentrum De As
- Speeltuin www.speeltuindegreiden.nl
- Kinderdagverblijven
- Moskee Islamitisch Vereniging

Akkers · 
De Greiden · 
Het Meer · 
Nijehaske · 
Skoatterwâld